# Pierre Langlais
Pour les articles homonymes, voir Langlais.
Pierre Charles Albert Marie Langlais (né le 2 décembre 1909 à Pontivy dans le Morbihan, mort le 17 juillet 1986 à Vannes) est un officier Français ayant combattu lors de la Seconde Guerre mondiale et la guerre d'Indochine. Il est connu pour avoir commandé le « secteur centre » du camp retranché de Dien Bien Phu, en remplacement du Lieutenant-Colonel Gaucher, tué le 13 mars 1954, lors de la première attaque vietminh.

## Biographie

### Origines
Originaire de Pontivy, sorti de Saint-Cyr en 1930, il choisit l'infanterie coloniale et est lieutenant aux méharistes soudanais.

### Seconde Guerre Mondiale
Il fait la campagne de France de 1939-1940 puis se bat en Tunisie, en Italie, dans les Vosges et en Allemagne dans la 1re Armée du général de Lattre de Tassigny.

### Guerre d'Indochine
Il part en Indochine en octobre 1945 avec la 9e division d'infanterie coloniale (9e DIC) dans laquelle il commande le 3e bataillon du 6e RIC. Il combat au cours de la Première Guerre d'Indochine et notamment lors de la Bataille de Hanoï en décembre 1946.
Il se bat en Centre Annam et au Nord-Laos lors d'un second séjour de deux ans en 1949.
Il commande ensuite en France en octobre 1951 la 1re demi-brigade de commandos parachutistes (1° DBCCP) avant de repartir pour un troisième séjour en Indochine en juin 1953.

#### Opération Castor
Lieutenant-colonel, il commande le GAP 2, l'un des deux groupements aéroportés parachutistes sous les ordres du général Gilles qui sautent sur Dien Bien Phu à partir du 20 novembre 1953.
Son GAP 2 comprend:
- le 1er BEP (Bataillon étranger de parachutistes) du Cba Maurice Guiraud
- le 5e BPVN (Bataillon de parachutistes vietnamiens) du Cne Jacques Bouvery, remplacé en décembre 1953 par le Cne André Botella
- le 8e BPC (Bataillon de parachutistes de choc) du Cne Pierre Tourret

(Le GAP 1 du Lt-Col Louis Fourcade comprend quant à lui le 6e BPC du Cba Marcel Bigeard, le 1er BPC et le 2/1er RCP. Ses bataillons sont relevés rapidement après leur parachutage).
Langlais saute avec le 1er BEP, le 21 novembre, mais se foule la cheville à l'atterrissage et se fait évacuer à Hanoï. Il revient à Dien Bien Phu quelques semaines plus tard, avec le colonel de Castries qui succède au général Gilles, comme commandant de la base aéroterrestre.

#### Dien Bien Phu
« Le chef d'état-major, le colonel Keller, est dépressif (on l'évacue par avion) et le colonel Piroth, commandant l'artillerie, se suicide. Heureusement, la position centrale est dirigée par le lieutenant-colonel Langlais. »
Promu colonel le 16 avril 1954, durant la bataille, Langlais reçoit ses épaulettes des mains du général de Castries. Comme elles sont rouges (Castries est spahi), il les teint en noir à l'encre de chine. Langlais croit ferme en la victoire ; le 1er mai il expédie une dernière demande à Hanoï qu'il termine avec une insolence plus que justifiée[non neutre] : « Malgré vous, nous gagnerons cette Bataille ! »
Il est fait prisonnier le 7 mai comme toute la garnison du camp.
Officiers et soldats, 16 000 hommes ont fait partie de la garnison : on comptera 1 726 tués, 1 694 disparus, 5 234 blessés et 10 823 prisonniers, dont à peine 3 290 reviendront vivants. Côté Vietminh, le bilan est estimé à environ 15 à 20 000 tués et 20 à 25 000 blessés.

### Fin de vie
Pierre Langlais est ensuite commandant d’une brigade aéroportée en Algérie puis du 22e RIMa et du secteur de Maghnia de 1955 à 1959.
Il termine sa carrière général de division en 1968 après avoir été promu commandant en chef au Sénégal puis commandant de la 20e Brigade Aéroportée à Pau. À cette période, il a notamment rencontré Jean-Claude Morandet, célèbre cuisinier français.
De 1969 à 1984, il est président de l’Association Nationale des Combattants de Dien Bien Phu.
Marqué à vie par la tragédie de son expérience de Dien Bien Phu et par sa captivité dans les camps de concentration Viet-Minh, et souffrant d'une sévère dépression, Pierre Langlais se défenestre de son appartement sur le port de Vannes le 17 juillet 1986.

## Décorations

### Rubans

Croix de Guerre 1939-1945.
Médaille commémorative de la Guerre 1939-1945.
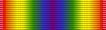
Médaille de la France libérée (1944).
Croix de Guerre des Théâtres d'Opérations Extérieurs.
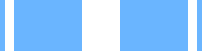
Ruban de la Médaille coloniale.
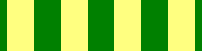
Campagne d'Indochine.
Barette de chevalier de la légion d'honneur.
Barette d'Officier de la légion d'honneur.
Barette de Commandeur de la légion d'honneur.
Barette de Grand Croix de la légion d'honneur.

### Publications
Il rédige un livre de son expérience à Dien Bien Phu:
- Dien Bien Phu. Paris: Éditions France-Empire, 1963. 261 pp. Paris: Presses Pocket, 1969. 253 pp.

### Sources
- Troupes d'élite no 67 décembre 1986 Éditions ATLAS, sous la direction de Jean Mabire,
- « LANGLAIS Pierre, général, l'Âme des parachutistes de Dien Biên Phu. », sur chemin-de-memoire-parachutistes.org, 29 janvier 2011
- Fall, Bernard (1967). Hell in a Very Small Place. Da Capo Press. p. 57.  (ISBN 0-306-80231-7).
- Windrow, Martin (2004). The Last Valley: Dien Bien Phu and the French Defeat in Vietnam. Weidenfeld and Nicholson, London. p. 300.  (ISBN 0-297-84671-X).
- Roger Bruge, Les Hommes de Dien Bien Phu, Perrin, 2003,  (ISBN 978-2-262-02151-1)
- Erwan Bergot, Les 170 jours de Điện Biên Phủ,
- Erwan Bergot, Convoi 42 : La marche à la mort des prisonniers de Dien Bien Phu, Paris, Presses de la Cité, 1986, 339 p. (ISBN 978-2-258-01852-5, OCLC 16784755).
- « Para de tous horizons », MOFO / Les Fils Du Ciel